# Mohamed Missaoui
Mohamed Skander Missaoui  (arab. اسكندر الميساوي; ur. 27 stycznia 1989) – tunezyjski zapaśnik walczący w stylu klasycznym. Zajął dwunaste miejsce na mistrzostwach świata w 2014 roku. 
Wicemistrz igrzysk afrykańskich w 2019. Dziewięciokrotny medalista mistrzostw Afryki w latach 2014 - 2024. Zajął ósme miejsce na igrzyskach śródziemnomorskich w 2022. Złoty medalista mistrzostw arabskich w 2024 i srebrny w 2014. Trzeci na igrzyskach panarabskich w 2023, a także na mistrzostwach śródziemnomorskich w 2018. Trzeci na Światowych Igrzyskach Sportów Walki w 2023 roku.